# Campionati mondiali di sci nordico 2023
I Campionati mondiali di sci nordico 2023, 54ª edizione della manifestazione organizzata dalla Federazione Internazionale Sci, si sono tenuti a Planica, in Slovenia, dal 21 febbraio al 5 marzo. Il programma ha incluso gare di combinata nordica, salto con gli sci e sci di fondo, tutte sia maschili sia femminili, e due gare a squadre miste, una di combinata nordica e una di salto con gli sci. In seguito all'invasione dell'Ucraina, gli atleti russi e bielorussi sono stati esclusi dalle competizioni.

## Assegnazione e impianti

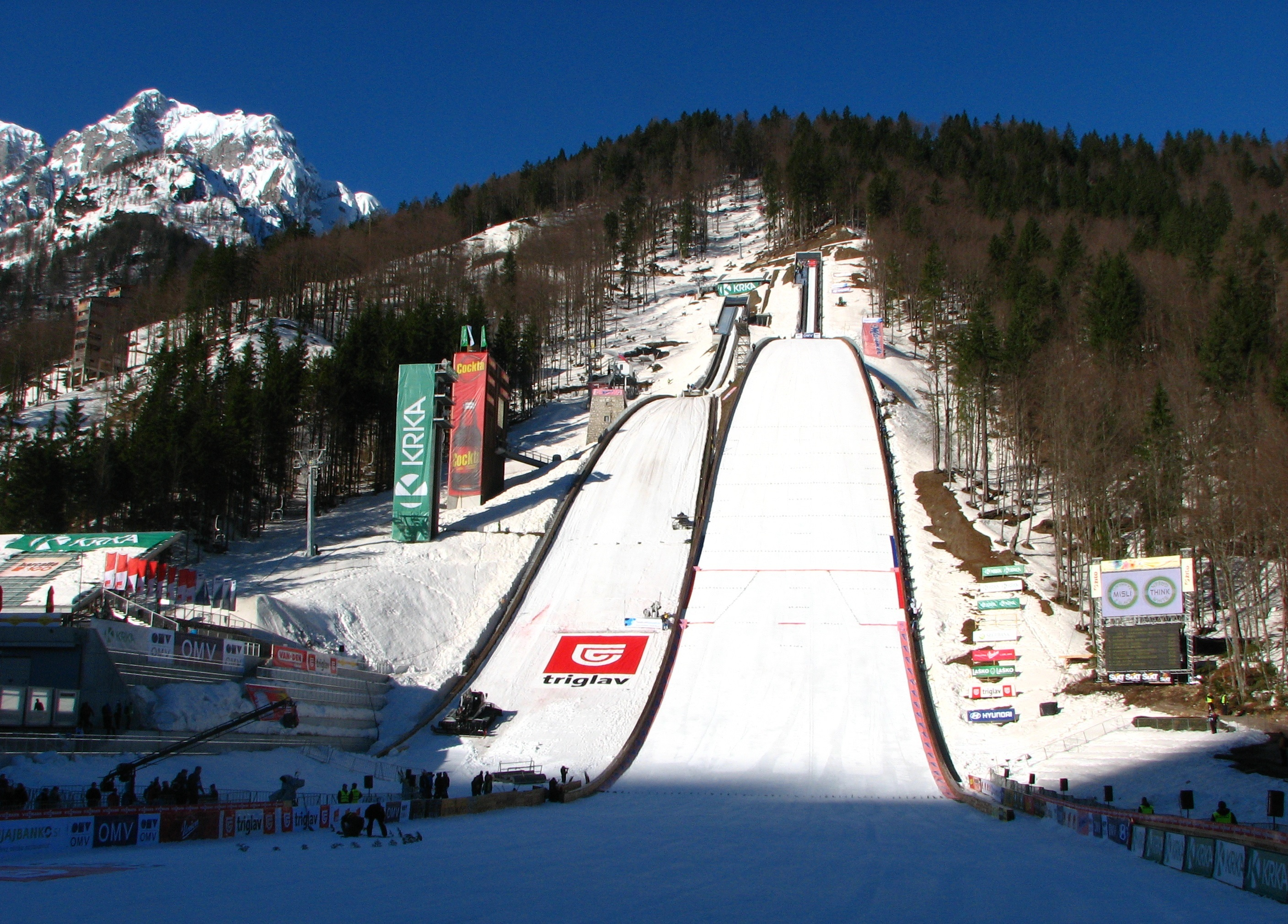
I trampolini Bloudkova velikanka

Le gare si sono disputate nel Planica Nordic Centre, con i trampolini Bloudkova velikanka HS138 e HS100.

## Programma
| CA | Cerimonia d'apertura |  | Qualificazioni |  | Finali (D=Donne; U=Uomini) | CC | Cerimonia di chiusura |

|                   |                                | Febbraio | Febbraio | Febbraio | Febbraio | Febbraio | Febbraio | Febbraio                      | Febbraio | Marzo | Marzo | Marzo | Marzo | Marzo | Eventi |
| 21 Mar            | 22 Mer                         | 23 Gio   | 24 Ven   | 25 Sab   | 26 Dom   | 27 Lun   | 28 Mar   | 1 Mer                         | 2 Gio    | 3 Ven | 4 Sab | 5 Dom |       |       | Eventi |
| ----------------- | ------------------------------ | -------- | -------- | -------- | -------- | -------- | -------- | ----------------------------- | -------- | ----- | ----- | ----- | ----- | ----- | ------ |
| Ceremonie         | Ceremonie                      | CA       |          |          |          |          |          | G I O R N O D I R I S E R V A |          |       |       |       |       | CC    | —      |
| Salto con gli sci | Trampolino normale individuale |          | QD       | D        | QU       | U        |          | G I O R N O D I R I S E R V A |          |       |       |       |       |       | 7      |
| Salto con gli sci | Trampolino lungo individuale   |          |          |          |          |          |          | G I O R N O D I R I S E R V A | QD       | D     | QU    | U     |       |       | 7      |
| Salto con gli sci | Trampolino normale a squadre   |          |          |          |          | D        |          | G I O R N O D I R I S E R V A |          |       |       |       |       |       | 7      |
| Salto con gli sci | Trampolino lungo a squadre     |          |          |          |          |          |          | G I O R N O D I R I S E R V A |          |       |       |       | U     |       | 7      |
| Salto con gli sci | Trampolini normale misto       |          |          |          |          |          | U / D    | G I O R N O D I R I S E R V A |          |       |       |       |       |       | 7      |
| Combinata nordica | Trampolino normale individuale |          |          |          | D        | U        |          | G I O R N O D I R I S E R V A |          |       |       |       |       |       | 5      |
| Combinata nordica | Trampolino lungo individuale   |          |          |          |          |          |          | G I O R N O D I R I S E R V A |          |       |       |       | U     |       | 5      |
| Combinata nordica | Trampolino lungo a squadre     |          |          |          |          |          |          | G I O R N O D I R I S E R V A |          | U     |       |       |       |       | 5      |
| Combinata nordica | Trampolino normale misto       |          |          |          |          |          | U / D    | G I O R N O D I R I S E R V A |          |       |       |       |       |       | 5      |
| Sci di fondo      | Individuale TL                 |          | QD/U     |          |          |          |          | G I O R N O D I R I S E R V A | D        | U     |       |       |       |       | 12     |
| Sci di fondo      | Sprint TC                      |          |          | U / D    |          |          |          | G I O R N O D I R I S E R V A |          |       |       |       |       |       | 12     |
| Sci di fondo      | Skiathlon                      |          |          |          | U        | D        |          | G I O R N O D I R I S E R V A |          |       |       |       |       |       | 12     |
| Sci di fondo      | Sprint a squadre TL            |          |          |          |          |          | U / D    | G I O R N O D I R I S E R V A |          |       |       |       |       |       | 12     |
| Sci di fondo      | Staffetta                      |          |          |          |          |          |          | G I O R N O D I R I S E R V A |          |       | D     | U     |       |       | 12     |
| Sci di fondo      | 50 km TC                       |          |          |          |          |          |          | G I O R N O D I R I S E R V A |          |       |       |       | D     | U     | 12     |

## Risultati

### Uomini

#### Combinata nordica

##### Trampolino normale
| Pos. | Atleta             | Nazione  | Tempo   |
| ---- | ------------------ | -------- | ------- |
| 1    | Jarl Magnus Riiber | Norvegia | 24:36,3 |
| 2    | Julian Schmid      | Germania | 24:55,7 |
| 3    | Franz-Josef Rehrl  | Austria  | 24:57,3 |
| 4    | Vinzenz Geiger     | Germania | 25:17,7 |
| 5    | Manuel Faißt       | Germania | 25:18,4 |
| 6    | Kristjan Ilves     | Estonia  | 25:21,4 |
| 7    | Stefan Rettenegger | Austria  | 25:24,9 |
| 8    | Jørgen Graabak     | Norvegia | 25:25,3 |
| 9    | Ryōta Yamamoto     | Giappone | 25:25,4 |
| 10   | Eric Frenzel       | Germania | 25:25,4 |

Data: 25 febbraio

Formula di gara: Gundersen NH/10 km

1ª manche:

Ore: 10.00 (UTC+1)

Trampolino: Bloudkova velikanka HS100

2ª manche:

Ore: 15.30 (UTC+1)

Distanza: 10 km

##### Trampolino lungo
| Pos. | Atleta             | Nazione   | Tempo   |
| ---- | ------------------ | --------- | ------- |
| 1    | Jarl Magnus Riiber | Norvegia  | 23:42,6 |
| 2    | Jens Lurås Oftebro | Norvegia  | 24:44,0 |
| 3    | Johannes Lamparter | Austria   | 24:47,3 |
| 4    | Kristjan Ilves     | Estonia   | 24:51,6 |
| 5    | Stefan Rettenegger | Austria   | 24:52,8 |
| 6    | Julian Schmid      | Germania  | 25:13,6 |
| 7    | Mattéo Baud        | Francia   | 25:17,0 |
| 8    | Jørgen Graabak     | Norvegia  | 25:46,4 |
| 9    | Ilkka Herola       | Finlandia | 25:47,0 |
| 10   | Ryōta Yamamoto     | Giappone  | 25:48,5 |

Data: 4 marzo

Formula di gara: Gundersen LH/10 km

1ª manche:

Ore: 10.30 (UTC+1)

Trampolino: Bloudkova velikanka HS138

2ª manche:

Ore: 15.00 (UTC+1)

Distanza: 10 km

##### Gara a squadre
| Pos. | Nazione     | Atleti                                                                | Tempo   |
| ---- | ----------- | --------------------------------------------------------------------- | ------- |
| 1    | Norvegia    | Espen Andersen Jens Lurås Oftebro Jørgen Graabak Jarl Magnus Riiber   | 47:20,4 |
| 2    | Germania    | Eric Frenzel Vinzenz Geiger Johannes Rydzek Julian Schmid             | 47:29,4 |
| 3    | Austria     | Martin Fritz Lukas Greiderer Stefan Rettenegger Johannes Lamparter    | 47:29,7 |
| 4    | Francia     | Mattéo Baud Antoine Gérard Laurent Muhlethaler Marco Heinis           | 47:53,6 |
| 5    | Finlandia   | Ilkka Herola Arttu Mäkiaho Otto Niittykoski Eero Hirvonen             | 49:21,3 |
| 6    | Italia      | Samuel Costa Aaron Kostner Iacopo Bortolas Raffaele Buzzi             | 49:50,9 |
| 7    | Giappone    | Sora Yachi Yoshito Watabe Yūya Yamamoto Ryōta Yamamoto                | 50:02,5 |
| 8    | Stati Uniti | Stephen Schumann Ben Loomis Niklas Malacinski Jared Shumate           | 51:23,6 |
| 9    | Rep. Ceca   | Tomáš Portyk Jan Vytrval Jiří Konvalinka Ondřej Pažout                | 51:34,6 |
| 10   | Ucraina     | Vitalij Hrebenjuk Oleksandr Šumbarec' Dmytro Mazurčuk Andrij Pylypčuk | 54:34,5 |

Data: 1º marzo

Formula di gara: T LH/4x5 km

1ª manche:

Ore: 11.00 (UTC+1)

Trampolino: Bloudkova velikanka HS138

2ª manche:

Ore: 15.10 (UTC+1)

Distanza: 4x5 km

#### Salto con gli sci

##### Trampolino normale
| Pos. | Atleta            | Nazione  | Punti |
| ---- | ----------------- | -------- | ----- |
| 1    | Piotr Żyła        | Polonia  | 261,8 |
| 2    | Andreas Wellinger | Germania | 259,2 |
| 3    | Karl Geiger       | Germania | 257,7 |
| 4    | Stefan Kraft      | Austria  | 257,3 |
| 5    | Dawid Kubacki     | Polonia  | 256,9 |
| 6    | Kamil Stoch       | Polonia  | 256,3 |
| 7    | Constantin Schmid | Germania | 253,8 |
| 8    | Jan Hörl          | Austria  | 253,3 |
| 9    | Anže Lanišek      | Slovenia | 251,9 |
| 10   | Timi Zajc         | Slovenia | 251,7 |

Data: 25 febbraio

Ore: 17.00 (UTC+1)

Trampolino: Bloudkova velikanka HS100

##### Trampolino lungo
| Pos. | Atleta                | Nazione  | Punti |
| ---- | --------------------- | -------- | ----- |
| 1    | Timi Zajc             | Slovenia | 287,5 |
| 2    | Ryōyū Kobayashi       | Giappone | 276,8 |
| 3    | Dawid Kubacki         | Polonia  | 276,2 |
| 4    | Kamil Stoch           | Polonia  | 272,1 |
| 5    | Markus Eisenbichler   | Germania | 271,4 |
| 6    | Stefan Kraft          | Austria  | 270,9 |
| 7    | Halvor Egner Granerud | Norvegia | 269,2 |
| 8    | Karl Geiger           | Germania | 268,9 |
| 9    | Piotr Żyła            | Polonia  | 266,0 |
| 10   | Johann André Forfang  | Norvegia | 263,3 |

Data: 3 marzo

Ore: 17.30 (UTC+1)

Trampolino: Bloudkova velikanka HS138

##### Gara a squadre
| Pos. | Nazione     | Atleti                                                                                | Punti  |
| ---- | ----------- | ------------------------------------------------------------------------------------- | ------ |
| 1    | Slovenia    | Lovro Kos Žiga Jelar Timi Zajc Anže Lanišek                                           | 1178,9 |
| 2    | Norvegia    | Johann André Forfang Kristoffer Eriksen Sundal Marius Lindvik Halvor Egner Granerud   | 1166,0 |
| 3    | Austria     | Daniel Tschofenig Michael Hayböck Jan Hörl Stefan Kraft                               | 1139,4 |
| 4    | Polonia     | Kamil Stoch Piotr Żyła Aleksander Zniszczoł Dawid Kubacki                             | 1129,1 |
| 5    | Germania    | Markus Eisenbichler Constantin Schmid Andreas Wellinger Karl Geiger                   | 1127,7 |
| 6    | Svizzera    | Gregor Deschwanden Killian Peier Remo Imhof Simon Ammann                              | 1012,2 |
| 7    | Giappone    | Naoki Nakamura Junshirō Kobayashi Ren Nikaidō Ryōyū Kobayashi                         | 1011,0 |
| 8    | Stati Uniti | Decker Dean Casey Larson Andrew Urlaub Erik Belshaw                                   | 975,4  |
| 9    | Finlandia   | Eetu Nousiainen Vilho Palosaari Antti Aalto Niko Kytösaho                             | 483,7  |
| 10   | Romania     | Andrei Feldorean Nicolae Sorin Mitrofan Mihnea Alexandru Spulber Daniel Andrei Cacina | 384,7  |

Data: 4 marzo

Ore: 16.30 (UTC+1)

Trampolino: Bloudkova velikanka HS138

#### Sci di fondo

##### 15 km
| Pos. | Atleta                  | Nazione       | Tempo   |
| ---- | ----------------------- | ------------- | ------- |
| 1    | Simen Hegstad Krüger    | Norvegia      | 32:17,4 |
| 2    | Harald Østberg Amundsen | Norvegia      | 32:22,7 |
| 3    | Hans Christer Holund    | Norvegia      | 32:42,0 |
| 4    | Johannes Høsflot Klæbo  | Norvegia      | 32:42,9 |
| 5    | William Poromaa         | Svezia        | 33:06,3 |
| 6    | Sjur Røthe              | Norvegia      | 33:10,2 |
| 7    | Irineu Esteve           | Andorra       | 33:24,2 |
| 8    | Friedrich Moch          | Germania      | 33:25,5 |
| 9    | Andrew Musgrave         | Gran Bretagna | 33:34,4 |
| 10   | Clément Parisse         | Francia       | 33:38,6 |

Data: 1º marzo

Ore: 12.30 (UTC+1)

Tecnica libera

##### 50 km
| Pos. | Atleta                  | Nazione   | Tempo     |
| ---- | ----------------------- | --------- | --------- |
| 1    | Pål Golberg             | Norvegia  | 2:01:30,2 |
| 2    | Johannes Høsflot Klæbo  | Norvegia  | 2:01:31,2 |
| 3    | William Poromaa         | Svezia    | 2:01:31,4 |
| 4    | Calle Halfvarsson       | Svezia    | 2:01:31,8 |
| 5    | Martin Løwstrøm Nyenget | Norvegia  | 2:01:36,4 |
| 6    | Iivo Niskanen           | Finlandia | 2:01:39,6 |
| 7    | Didrik Tønseth          | Norvegia  | 2:01:41,8 |
| 8    | Jens Burman             | Svezia    | 2:02:12,9 |
| 9    | Théo Schely             | Francia   | 2:02:24,5 |
| 10   | Federico Pellegrino     | Italia    | 2:03:16,4 |

Data: 5 marzo

Ore: 12.00 (UTC+1)

Tecnica classica

Partenza in linea

##### Sprint
| Pos. | Atleta                    | Nazione     |
| ---- | ------------------------- | ----------- |
| 1    | Johannes Høsflot Klæbo    | Norvegia    |
| 2    | Pål Golberg               | Norvegia    |
| 3    | Jules Chappaz             | Francia     |
| 4    | Michal Novák              | Rep. Ceca   |
| 5    | Calle Halfvarsson         | Svezia      |
| 6    | Lucas Chanavat            | Francia     |
| 7    | Even Northug              | Norvegia    |
| 8    | Renaud Jay                | Francia     |
| 9    | James Clinton Schoonmaker | Stati Uniti |
| 10   | Ville Ahonen              | Finlandia   |

Data: 23 febbraio

Qualificazioni:

Ore: 12.00 (UTC+1)

Finale:

Ore: 14.30 (UTC+1)

Tecnica classica

##### Skiathlon
| Pos. | Atleta                 | Nazione   | Tempo     |
| ---- | ---------------------- | --------- | --------- |
| 1    | Simen Hegstad Krüger   | Norvegia  | 1:09:40,3 |
| 2    | Johannes Høsflot Klæbo | Norvegia  | 1:09:52,5 |
| 3    | Sjur Røthe             | Norvegia  | 1:09:54,4 |
| 4    | Pål Golberg            | Norvegia  | 1:10:26,2 |
| 5    | William Poromaa        | Svezia    | 1:10:26,7 |
| 6    | Calle Halfvarsson      | Svezia    | 1:10:54,5 |
| 7    | Friedrich Moch         | Germania  | 1:10:55,2 |
| 8    | Jules Lapierre         | Francia   | 1:10:55,7 |
| 9    | Clément Parisse        | Francia   | 1:10:56,8 |
| 10   | Perttu Hyvärinen       | Finlandia | 1:11:35,2 |

Data: 24 febbraio

Ore: 15.30 (UTC+1)

15 km a tecnica classica

15 km a tecnica libera

##### Sprint a squadre
| Pos. | Nazione       | Atleti                                   |
| ---- | ------------- | ---------------------------------------- |
| 1    | Norvegia      | Pål Golberg Johannes Høsflot Klæbo       |
| 2    | Italia        | Francesco De Fabiani Federico Pellegrino |
| 3    | Francia       | Renaud Jay Richard Jouve                 |
| 4    | Canada        | Antoine Cyr Graham Ritchie               |
| 5    | Svezia        | Calle Halfvarsson Edvin Anger            |
| 6    | Gran Bretagna | James Clugnet Andrew Young               |
| 7    | Germania      | Friedrich Moch Janosch Brugger           |
| 8    | Polonia       | Maciej Staręga Dominik Bury              |
| 9    | Rep. Ceca     | Luděk Šeller Michal Novák                |
| 10   | Stati Uniti   | James Clinton Schoonmaker Ben Ogden      |

Data: 26 febbraio

Qualificazioni:

Ore: 11.59 (UTC+1)

Finale:

Ore: 14.00 (UTC+1)

6 frazioni a tecnica libera

##### Staffetta
| Pos. | Nazione     | Atleti                                                                       | Tempo     |
| ---- | ----------- | ---------------------------------------------------------------------------- | --------- |
| 1    | Norvegia    | Hans Christer Holund Pål Golberg Simen Hegstad Krüger Johannes Høsflot Klæbo | 1:32:54,7 |
| 2    | Finlandia   | Ristomatti Hakola Iivo Niskanen Perttu Hyvärinen Niko Anttola                | 1:33:41,6 |
| 3    | Germania    | Albert Kuchler Janosch Brugger Jonas Dobler Friedrich Moch                   | 1:33:54,5 |
| 4    | Francia     | Richard Jouve Hugo Lapalus Clément Parisse Jules Lapierre                    | 1:33:55,2 |
| 5    | Canada      | Xavier McKeever Antoine Cyr Graham Ritchie Olivier Léveillé                  | 1:34:17,2 |
| 6    | Svezia      | Johan Häggström Jens Burman William Poromaa Calle Halfvarsson                | 1:34:31,4 |
| 7    | Stati Uniti | Ben Ogden Hunter Wonders Scott Patterson Gus Schumacher                      | 1:36:05,4 |
| 8    | Svizzera    | Beda Klee Jonas Baumann Candide Pralong Cyril Fähndrich                      | 1:36:57,6 |
| 9    | Italia      | Dietmar Nöckler Francesco De Fabiani Paolo Ventura Federico Pellegrino       | 1:38:11,9 |
| 10   | Giappone    | Ryo Hirose Takanori Ebina Naoto Baba Haruki Yamashita                        | 1:39:03,3 |

Data: 3 marzo

Ore: 12.30 (UTC+1)

2 frazioni da 10 km a tecnica classica

2 frazioni da 10 km a tecnica libera

### Donne

#### Combinata nordica

##### Trampolino normale
| Pos. | Atleta               | Nazione  | Tempo   |
| ---- | -------------------- | -------- | ------- |
| 1    | Gyda Westvold Hansen | Norvegia | 14:27,1 |
| 2    | Nathalie Armbruster  | Germania | 14:38,6 |
| 3    | Haruka Kasai         | Giappone | 14:42,8 |
| 4    | Ida Marie Hagen      | Norvegia | 14:56,8 |
| 5    | Yuna Kasai           | Giappone | 15:18,8 |
| 6    | Annika Sieff         | Italia   | 15:19,4 |
| 7    | Anju Nakamura        | Giappone | 15:28,6 |
| 8    | Marte Leinan Lund    | Norvegia | 15:45,6 |
| 9    | Maria Gerboth        | Germania | 15:54,8 |
| 10   | Lisa Hirner          | Austria  | 15:59,7 |

Data: 24 febbraio

Formula di gara: Gundersen NH/5 km

1ª manche:

Ore: 11.30 (UTC+1)

Trampolino: Bloudkova velikanka HS100

2ª manche:

Ore: 14,15 (UTC+1)

Distanza: 5 km

#### Salto con gli sci

##### Trampolino normale
| Pos. | Atleta               | Nazione  | Punti |
| ---- | -------------------- | -------- | ----- |
| 1    | Katharina Althaus    | Germania | 249,1 |
| 2    | Eva Pinkelnig        | Austria  | 246,9 |
| 3    | Anna Odine Strøm     | Norvegia | 246,0 |
| 4    | Selina Freitag       | Germania | 240,6 |
| 5    | Thea Minyan Bjørseth | Norvegia | 239,3 |
| 6    | Yūki Itō             | Giappone | 229,3 |
| 7    | Maren Lundby         | Norvegia | 227,4 |
| 8    | Nozomi Maruyama      | Giappone | 227,0 |
| 9    | Anna Rupprecht       | Germania | 226,4 |
| 10   | Abigail Strate       | Canada   | 224,2 |

Data: 23 febbraio

Ore: 17.00 (UTC+1)

Trampolino: Bloudkova velikanka HS100

##### Trampolino lungo
| Pos. | Atleta               | Nazione  | Punti |
| ---- | -------------------- | -------- | ----- |
| 1    | Alexandria Loutitt   | Canada   | 264,4 |
| 2    | Maren Lundby         | Norvegia | 254,0 |
| 3    | Katharina Althaus    | Germania | 245,9 |
| 4    | Nozomi Maruyama      | Giappone | 242,9 |
| 5    | Anna Odine Strøm     | Norvegia | 240,9 |
| 6    | Eva Pinkelnig        | Austria  | 237,9 |
| 7    | Ema Klinec           | Slovenia | 236,5 |
| 8    | Thea Minyan Bjørseth | Norvegia | 230,7 |
| 9    | Chiara Hölzl         | Austria  | 228,7 |
| 10   | Nika Križnar         | Slovenia | 227,8 |

Data: 1º marzo

Ore: 17.30 (UTC+1)

Trampolino: Bloudkova velikanka HS138

##### Gara a squadre
| Pos. | Nazione     | Atleti                                                                 | Punti |
| ---- | ----------- | ---------------------------------------------------------------------- | ----- |
| 1    | Germania    | Anna Rupprecht Luisa Görlich Selina Freitag Katharina Althaus          | 843,8 |
| 2    | Austria     | Chiara Hölzl Julia Mühlbacher Jacqueline Seifriedsberger Eva Pinkelnig | 831,1 |
| 3    | Norvegia    | Maren Lundby Eirin Maria Kvandal Thea Minyan Bjørseth Anna Odine Strøm | 828,6 |
| 4    | Slovenia    | Maja Vtič Ema Klinec Nika Prevc Nika Križnar                           | 819,1 |
| 5    | Giappone    | Nozomi Maruyama Yūka Setō Ringo Miyajima Yūki Itō                      | 804,2 |
| 6    | Canada      | Natalie Eilers Abigail Strate Nicole Maurer Alexandria Loutitt         | 705,2 |
| 7    | Francia     | Lilou Zepchi Julia Clair Emma Chervet Joséphine Pagnier                | 671,6 |
| 8    | Cina        | Wang Liangyao Li Xueyao Peng Qingyue Liu Qi                            | 631,6 |
| 9    | Polonia     | Kinga Rajda Paulina Cieślar Anna Twardosz Nicole Konderla              | 277,6 |
| 10   | Stati Uniti | Samantha Macuga Josie Johnson Paige Jones Annika Belshaw               | 205,1 |

Data: 25 febbraio

Ore: 12.15 (UTC+1)

Trampolino: Bloudkova velikanka HS100

#### Sci di fondo

##### 10 km
| Pos. | Atleta                   | Nazione     | Tempo   |
| ---- | ------------------------ | ----------- | ------- |
| 1    | Jessica Diggins          | Stati Uniti | 23:40,8 |
| 2    | Frida Karlsson           | Svezia      | 23:54,8 |
| 3    | Ebba Andersson           | Svezia      | 24:00,3 |
| 4    | Anne Kjersti Kalvå       | Norvegia    | 24:15,9 |
| 5    | Ingvild Flugstad Østberg | Norvegia    | 24:27,4 |
| 6    | Francesca Franchi        | Italia      | 24:32,0 |
| 7    | Pia Fink                 | Germania    | 24:34,0 |
| 8    | Nadine Fähndrich         | Svizzera    | 24:36,4 |
| 9    | Kerttu Niskanen          | Finlandia   | 24:37,4 |
| 10   | Maja Dahlqvist           | Svezia      | 24:39,3 |

Data: 28 febbraio

Ore: 12.30 (UTC+1)

Tecnica libera

##### 30 km
| Pos. | Atleta             | Nazione     | Tempo     |
| ---- | ------------------ | ----------- | --------- |
| 1    | Ebba Andersson     | Svezia      | 1:22:18,0 |
| 2    | Anne Kjersti Kalvå | Norvegia    | 1:23:11,0 |
| 3    | Frida Karlsson     | Svezia      | 1:23:12,2 |
| 4    | Linn Svahn         | Svezia      | 1:23:15,7 |
| 5    | Rosie Brennan      | Stati Uniti | 1:23:15,8 |
| 6    | Kerttu Niskanen    | Finlandia   | 1:23:26,2 |
| 7    | Katharina Hennig   | Germania    | 1:24:44,1 |
| 8    | Teresa Stadlober   | Austria     | 1:24:47,5 |
| 9    | Tiril Udnes Weng   | Norvegia    | 1:24:51,9 |
| 10   | Astrid Øyre Slind  | Norvegia    | 1:24:56,3 |

Data: 4 marzo

Ore: 12.00 (UTC+1)

Tecnica classica

Partenza in linea

##### Sprint
| Pos. | Atleta                  | Nazione     |
| ---- | ----------------------- | ----------- |
| 1    | Jonna Sundling          | Svezia      |
| 2    | Emma Ribom              | Svezia      |
| 3    | Maja Dahlqvist          | Svezia      |
| 4    | Linn Svahn              | Svezia      |
| 5    | Kristine Stavås Skistad | Norvegia    |
| 6    | Tiril Udnes Weng        | Norvegia    |
| 7    | Rosie Brennan           | Stati Uniti |
| 8    | Julia Kern              | Stati Uniti |
| 9    | Nadine Fähndrich        | Svizzera    |
| 10   | Johanna Hagström        | Svezia      |

Data: 23 febbraio

Qualificazioni:

Ore: 12.00 (UTC+1)

Finale:

Ore: 14.30 (UTC+1)

Tecnica classica

##### Skiathlon
| Pos. | Atleta                   | Nazione   | Tempo   |
| ---- | ------------------------ | --------- | ------- |
| 1    | Ebba Andersson           | Svezia    | 38:11,8 |
| 2    | Frida Karlsson           | Svezia    | 38:33,8 |
| 3    | Astrid Øyre Slind        | Norvegia  | 38:59,8 |
| 4    | Katharina Hennig         | Germania  | 39:05,1 |
| 5    | Kerttu Niskanen          | Finlandia | 39:08,1 |
| 6    | Krista Pärmäkoski        | Finlandia | 39:33,9 |
| 7    | Ingvild Flugstad Østberg | Norvegia  | 39:35,7 |
| 8    | Anne Kjersti Kalvå       | Norvegia  | 39:35,8 |
| 9    | Francesca Franchi        | Italia    | 39:37,1 |
| 10   | Delphine Claudel         | Francia   | 39:41,5 |

Data: 25 febbraio

Ore: 14.00 (UTC+1)

7,5 km a tecnica classica

7,5 km a tecnica libera

##### Sprint a squadre
| Pos. | Nazione     | Atleti                              |
| ---- | ----------- | ----------------------------------- |
| 1    | Svezia      | Emma Ribom Jonna Sundling           |
| 2    | Norvegia    | Anne Kjersti Kalvå Tiril Udnes Weng |
| 3    | Stati Uniti | Jessica Diggins Julia Kern          |
| 4    | Germania    | Laura Gimmler Victoria Carl         |
| 5    | Svizzera    | Anja Weber Nadine Fähndrich         |
| 6    | Finlandia   | Jasmi Joensuu Krista Pärmäkoski     |
| 7    | Rep. Ceca   | Adéla Nováková Kateřina Janatová    |
| 8    | Slovenia    | Anja Mandeljc Eva Urevc             |
| 9    | Polonia     | Weronika Kaleta Izabela Marcisz     |
| 10   | Italia      | Federica Sanfilippo Nicole Monsorno |

Data: 26 febbraio

Qualificazioni:

Ore: 11.30 (UTC+1)

Finale:

Ore: 13.30 (UTC+1)

6 frazioni a tecnica libera

##### Staffetta
| Pos. | Nazione     | Atleti                                                                         | Tempo   |
| ---- | ----------- | ------------------------------------------------------------------------------ | ------- |
| 1    | Norvegia    | Tiril Udnes Weng Astrid Øyre Slind Ingvild Flugstad Østberg Anne Kjersti Kalvå | 50:33,3 |
| 2    | Germania    | Laura Gimmler Katharina Hennig Pia Fink Victoria Carl                          | 50:53,8 |
| 3    | Svezia      | Emma Ribom Ebba Andersson Frida Karlsson Maja Dahlqvist                        | 51:02,0 |
| 4    | Finlandia   | Johanna Matintalo Kerttu Niskanen Eveliina Piippo Krista Pärmäkoski            | 51:03,8 |
| 5    | Stati Uniti | Hailey Swirbul Rosie Brennan Jessica Diggins Julia Kern                        | 52:07,9 |
| 6    | Francia     | Juliette Ducordeau Delphine Claudel Flora Dolci Léna Quintin                   | 53:02,9 |
| 7    | Italia      | Anna Comarella Cristina Pittin Francesca Franchi Federica Sanfilippo           | 53:03,3 |
| 8    | Canada      | Katherine Stewart-Jones Jasmine Lyons Liliane Gagnon Olivia Bouffard-Nesbitt   | 53:57,8 |
| 9    | Rep. Ceca   | Adéla Nováková Kateřina Beroušková Kateřina Janatová Barbora Havlíčková        | 54:26,3 |
| 10   | Svizzera    | Anja Weber Nadine Fähndrich Lea Fischer Alina Meier                            | 54:50,1 |

Data: 2 marzo

Ore: 12.30 (UTC+1)

2 frazioni da 5 km a tecnica classica

2 frazioni da 5 km a tecnica libera

### Misto

#### Combinata nordica

##### Gara a squadre
| Pos. | Nazione     | Atleti                                                                     | Tempo   |
| ---- | ----------- | -------------------------------------------------------------------------- | ------- |
| 1    | Norvegia    | Jens Lurås Oftebro Ida Marie Hagen Gyda Westvold Hansen Jarl Magnus Riiber | 37:38,2 |
| 2    | Germania    | Vinzenz Geiger Jenny Nowak Nathalie Armbruster Julian Schmid               | 38:26,0 |
| 3    | Austria     | Stefan Rettenegger Annalena Slamik Lisa Hirner Johannes Lamparter          | 38:38,2 |
| 4    | Italia      | Aaron Kostner Annika Sieff Veronica Gianmoena Samuel Costa                 | 39:31,7 |
| 5    | Giappone    | Ryōta Yamamoto Yuna Kasai Haruka Kasai Akito Watabe                        | 39:40,7 |
| 6    | Finlandia   | Eero Hirvonen Minja Korhonen Alva Thors Ilkka Herola                       | 41:10,3 |
| 7    | Stati Uniti | Ben Loomis Alexa Brabec Annika Malacinski Niklas Malacinski                | 41:59,1 |
| 8    | Slovenia    | Gašper Brecl Ema Volavšek Silva Verbič Matic Garbajs                       | 44:48,5 |

Data: 26 febbraio

Formula di gara: T NH/2x5 km+2x2,5 km

1ª manche:

Ore: 12.30 (UTC+1)

Trampolino: Bloudkova velikanka HS100

2ª manche:

Ore: 15.00 (UTC+1)

Distanza: 2x5 km+2x2,5 km

#### Salto con gli sci

##### Gara a squadre
| Pos. | Nazione     | Atleti                                                                           | Punti  |
| ---- | ----------- | -------------------------------------------------------------------------------- | ------ |
| 1    | Germania    | Selina Freitag Karl Geiger Katharina Althaus Andreas Wellinger                   | 1017,2 |
| 2    | Norvegia    | Anna Odine Strøm Johann André Forfang Thea Minyan Bjørseth Halvor Egner Granerud | 1004,5 |
| 3    | Slovenia    | Nika Križnar Timi Zajc Ema Klinec Anže Lanišek                                   | 1000,4 |
| 4    | Austria     | Chiara Hölzl Jan Hörl Eva Pinkelnig Stefan Kraft                                 | 987,5  |
| 5    | Giappone    | Nozomi Maruyama Naoki Nakamura Yūki Itō Ryōyū Kobayashi                          | 944,9  |
| 6    | Finlandia   | Jenny Rautionaho Antti Aalto Julia Kykkänen Niko Kytösaho                        | 885,5  |
| 7    | Svizzera    | Emely Torazza Simon Ammann Sina Arnet Gregor Deschwanden                         | 879,2  |
| 8    | Polonia     | Kinga Rajda Kamil Stoch Nicole Konderla Piotr Żyła                               | 846,0  |
| 9    | Italia      | Jessica Malsiner Giovanni Bresadola Lara Malsiner Alex Insam                     | 431,9  |
| 10   | Stati Uniti | Annika Belshaw Casey Larson Paige Jones Andrew Urlaub                            | 412,2  |

Data: 26 febbraio

Ore: 17.00 (UTC+1)

Trampolino: Bloudkova velikanka HS100

## Medagliere per nazioni
| Pos. | Nazione     | Oro | Argento | Bronzo | Totale |
| ---- | ----------- | --- | ------- | ------ | ------ |
| 1    | Norvegia    | 12  | 10      | 5      | 27     |
| 2    | Svezia      | 4   | 3       | 5      | 12     |
| 3    | Germania    | 3   | 6       | 3      | 12     |
| 4    | Slovenia    | 2   | 0       | 1      | 3      |
| 5    | Polonia     | 1   | 0       | 1      | 2      |
| 5    | Stati Uniti | 1   | 0       | 1      | 2      |
| 7    | Canada      | 1   | 0       | 0      | 1      |
| 8    | Austria     | 0   | 2       | 5      | 7      |
| 9    | Giappone    | 0   | 1       | 1      | 2      |
| 10   | Finlandia   | 0   | 1       | 0      | 1      |
| 10   | Italia      | 0   | 1       | 0      | 1      |
| 12   | Francia     | 0   | 0       | 2      | 2      |